# 25. travnja
25. travnja (25. 4.) 115. je dan godine po gregorijanskom kalendaru (116. u prijestupnoj godini).
Do kraja godine ima još 250 dana.

## Događaji
- 1719. – Prvi je put objavljen Robinson Crusoe, roman Daniela Defoea.
- 1776. – Veliki požar u Varaždinu.
- 1792. – Giljotina je prvi put korištena u izvršenju smrtne kazne u Francuskoj.
- 1848. – Josip Jelačić, hrvatski ban, proglasom ukida kmetstvo u Hrvatskoj.
- 1898. – Španjolsko-američki rat: američki Kongres retroaktivno je objavio rat Španjolskoj.
- 1915. – Dan ANZAC-a: australski i novozelandski vojni korpusi iskrcali su se kod Anzac Covea tijekom amfibijske invazije Galipolja u Turskoj u I svjetskom ratu.
- 1953. – Molekularna struktura nukleinskih kiselina: James Watson i Francis Crick su u znanstvenom časopisu Nature objavili Strukturu deoksiribonukleinske kiseline.
- 1974. – Pjesma Grândola Vila Morena Zece Afonsa emitirana je na radiju, označivši početak Revolucije karanfila, beskrvnog puča protiv režima Estado Novo u Portugalu.
- 1983. – Hladni rat: sovjetski vođa Jurij Andropov pozvao je američku učenicu Samanthu Smith u posjet Moskvi, Lenjingradu i kampu mladih pionira Artek.
- 2015. – U razornome potresu u Nepalu koji je najteže pogodio glavni grad Kathmandu poginulo je više od 4400 ljudi, a preko 8000 je ranjeno.[1]

| - 1529. – Franjo Petrić (Petric, Petričević), filozof, polihistor, grecist i latinist († 1597.) - 1599. – Oliver Cromwell, engleski državnik († 1658.) - 1874. – Guglielmo Marconi, talijanski inženjer i fizičar († 1937.) - 1875. – Valeriu Traian Frențiu, rumunjski grkokatolički biskup († 1952.) - 1883. – Semjon Buđoni, sovjetski maršal († 1973.) - 1900. – Vjekoslav Štefanić, hrvatski filolog († 1975.) - 1903. – Andrej Kolmogorov, ruski matematičar († 1987.) - 1906. – Joel Brand, mađarski politički aktivist († 1964.) - 1918. – Ella Fitzgerald, američka pjevačica jazz glazbe († 1996.) - 1918. – Gérard Henri de Vaucouleurs, francuski astronom († 1995.) - 1930. – Branko Souček, hrvatski znanstvenik - 1945. – Lorenzo Montecalvo, talijanski svećenik i pisac († 2021.) - 1947. – Johan Cruijff, nizozemski nogometaš i nogometni trener († 2016.) - 1952. – Ante Roso, hrvatski general - 1952. – Vladislav Tretjak, ruski hokejaš - 1957. – Renata Waldgoni, hrvatska arhitektica († 2025.) - 1958. – Darko Milinović, hrvatski političar i ministar - 1973. – Damir Stojić, hrvatski katolički svećenik - 1981. – Felipe Massa, brazilski vozač Formule 1 - 1981. – Anja Pärson, švedska alpska skijašica | - 1595. – Torquato Tasso, talijanski pjesnik (* 1544.) - 1667. – Ivan Zakmardi, protonotar hrvatskog kraljevstva (* početkom 16. stoljeća) - 1774. – Anders Celsius, švedski fizičar i astronom (* 1701.) - 1893. – Radoslav Lopašić, hrvatski akademik i povjesničar (* 1835.) - 1969. – Ante Ercegović, hrvatski biolog, svećenik i oceanolog (* 1895.) - 1976. – Carol Reed, engleski filmski redatelj (* 1906.) - 1979. – Slavko Batušić, hrvatski književnik, publicist, povjesničar umjetnosti i redatelj (* 1902.) - 1995. – Ginger Rogers, američka glumica (* 1911.) - 1997. – Vjekoslav Rukljač, hrvatski kipar (* 1916.) - 2008. – Milan Kangrga, hrvatski filozof (* 1923.) |

## Blagdani i spomendani
- Dan Društva crvenog šešira
- Dan Karlovačke županije[2]

## Imendani
- Sv. Marko[3]